# Rosenia
Rosenia es un género de plantas con flores perteneciente a la familia de las asteráceas. Comprende 6 especies descritas y de estas, solo 4 aceptadas. Es originario de Sudáfrica.

## Taxonomía
El género fue descrito por Carl Peter Thunberg   y publicado en Nova Genera Plantarum 161. 1800.

## Especies
A continuación se brinda un listado de las especies del género Rosenia aceptadas hasta agosto de 2012, ordenadas alfabéticamente. Para cada una se indica el nombre binomial seguido del autor, abreviado según las convenciones y usos.
- Rosenia glandulosa Thunb.
- Rosenia humilis (Less.) K.Bremer
- Rosenia oppositifolia (DC.) K.Bremer
- Rosenia spinescens DC.